# Vestas Sailrocket 2
Le Vestas Sailrocket 2 est un voilier conçu par l'architecte naval britannique Malcolm Barnsley. Il a été construit en 2011 à East Cowes sur l'île de Wight et succède au Sailrocket 1, détruit lors d'un accident spectaculaire en 2008 sans avoir pu réaliser de record. 
Barré par l'Australien Paul Larsen, il bat le record du monde de vitesse pour un bateau à voile le 24 novembre 2012 en Namibie, avec une vitesse, sur 500 m, de 121,1 km/h (65,45 nœuds), et une pointe à 68,01 nœuds sur une seconde. La distance a été parcourue au large de Walvis Bay, en 14,85 secondes. Le record du mille nautique est également battu, avec une moyenne de 55,32 nœuds.
Le projet est soutenu financièrement par le fabricant d'éoliennes danois Vestas.

## Caractéristiques
Le bateau de type « prao » est long de 12,2 m pour une largeur de 12,2 m et pèse 275 kg à vide. Son gréement se compose d'une aile rigide de 22 m2.